# Pachyopsis foratus
Pachyopsis foratus är en insektsart som beskrevs av Kramer 1963. Pachyopsis foratus ingår i släktet Pachyopsis och familjen dvärgstritar. Inga underarter finns listade i Catalogue of Life.